# 军队中国语
军队中国语，日语称作“兵队支那语”（日语：兵隊シナ語），又稱大兵中國話，即抗日戰爭爆發後在中國的日本陸軍兵將之間使用之源於漢語口語之借用語。由於此種語言是為與中國人溝通而產生的混合語（亦稱「皮欽語」或Pidgin），且因其於戰時產生，所以亦隨着日本投降而消失。至今仍有一部份的單詞在日語中殘留下來，成為俗語。
「军队中国语」在日文原文中的為“支那”的避免歧視性轉寫，由于「支那」一詞至今帶有歧視色彩，因此一般称为「軍隊中國語」而非「軍隊支那語」。

## 概說
「军队中国语」中的單詞本源自漢語，但也存在與漢語無關的單詞。「军队中国语」歷史久遠，可能早於甲午戰爭時已存在，卻不清楚它當時的真實形態。同樣地，日本在向西伯利亞出兵時亦可能出現過「軍隊俄羅斯語」或各種其他混合語言，但詳細情況不明。
除了在華日軍為與中國人通話而使用「军队中国语」之外，在日本本土的軍營內也偶爾能聽見軍人使用「军队中国语」。向同胞使用「军队中国语」的目的，主要是表明自己是「從中國歸來的軍人」，以誇耀自己的戰歷。因為沒有在中國打過仗，就聽不懂「军队中国语」，懂的人就可藉此展現自己的獨特性。不過軍官、士官不太使用「军队中国语」來誇耀自己的中國經歷，通常士兵對此最為熱衷。其實在整個日軍之中，蓄意使用「军队中国语」的情況亦不多。有時使用「军队中国语」則是一種同袍間的趣味。
此外，不懂日语的中国人也经常将这種语言误解成日语。「軍隊中國語」因在中国大陆的抗日战争影片中常代替日語使用以及被誇張表现以作为笑料或被揶揄、丑角化而广为人知。例如：“开路”的用法在现代中文俗语中也多从“开辟道路”转用为“出发”。還有，开玩笑地指「用餐」、「品尝」为“米西米西”（召し召し），或指出死亡的“死啦死啦地”等来自军队中国语的用法也会出现在在日常对话、玩笑中。

## 特徵
「军队中国语」當中經常會兩度重覆一個詞語，例如「進上」常會說成「進上、進上」、「死了」會說成「死了、死了」等。

## 「军队中国语」的舉例

### 一般認為源自漢語的用詞：
（※ 後面的括弧内用日语假名标示的是与漢語發音最接近的日语发音，無特別註明者為現代中文的单純日語發音。）
- 死了（日语： sūra） ：意思是死亡。一般說成「死了，死了」。例： 譯：「不要死啊。」
- 壞了（日语： Fuaira）：壞了。例：譯：「腦子壞了。」
- 明白（日语： minpai）表示明白或了解。例： 譯：「哦，明白，明白。」
- 進上（日语： shinjo）意思是給予。例： 譯：「這隻鷄快給我。」
- 大人（日语： taijin），對軍官的稱謂。另見條目「太军」。
- 先生（日语： shīsan），對士官及士兵的稱謂。（上海）
- 謝謝（日语： shēshē）：謝謝。
- 多多的（日语： tātādē）：一作“大大的”，很多，非常。例：譯：「這強行軍好辛苦啊。」
- 少少的（日语： shōshōdē）：很少。（上海~福建）
- 辛苦（日语： shinku）：很累，麻煩的感覺。
- 快快的（日语： kaikaidē）快活的，舒服的， 或表示催促。 例： 譯：「給我再走快一些！」
- 慢慢的（日语： manmandē）：慢慢的幹，遲遲沒有進展。
- 頂好（日语： tenho）：非常好的。（上海或廣東）
- （日语： tenho no kō）非常不錯的。例： 譯：「這部隊裏的薪水真的挺不錯。」
- 姑娘（日语： kūnyan）：年輕女子。
- 沒法子（日语： mēfaozū）：沒辦法，沒法子。例： 譯：「這難得的白米飯給煮不熟，真沒法子。」
- 好好的（日语： haohaodē）：這樣就可以了、還可以的。例： 譯：「這兒不是有個挺不錯的姑娘嘛！」
- 要（日语： yao）：需要。例：譯：「香煙，要不要？」
- 不要（日语： buyao）：不需要。例：譯：「班長，要不要聯絡下一班當值的下士官？」「不要了，不要了。」
- 再見（日语： saichen）：再見。
- 請座（日语： chinza）：請坐。
- 知道（日语： chido）：知道。（東北地方或上海以南）
- 不知道（日语： buchido）：不知道。（東北地方或上海以南）
- 沒有（日语： meiyō）：沒有。例：譯：「沒有異樣嗎？」「是的，沒有異樣。」
- 酒（日语： chū）：酒。尤其中國的本地酒一般稱為。
- 一様（日语： īyan）：一樣。
- 儞（你）（日语： nī）：指中國人。有時後面附加「公」字成為「（日语： nīkō）」，或加上成為。
- 憂愁的（日语： yūtsūdē）：憂愁的。（上海~福建）
- 睡覺（日语： suijō）：睡覺。（東北地方）
- 老頭兒（日语： rōtōru）：老人，退伍兵。
- 不好（日语： būhao）：不好，不行。例：譯：「這隻鞋子不行了。」
- 勞駕，老駕（日语： rōja）：辛苦了，勞駕。
- 苦力（日语： kūrī）：苦力。
- 完了（日语： wanra）：完結，死亡。例：譯：「這場戰爭可要快點完結啊。」
- 很好（日语： henhao）：非常好，很好。
- 不夠本（日语： pokopen）：不行，不好，不夠本钱。
- 小孩（日语： shōhai）：小孩。例： 譯：「可愛的小孩，和我家裏的差不多大。」
- 公司（日语： konsu）： 公司

### 其他用詞
- ：性交
- ：返回日本。（类似汉语“开路”的转音）例：譯：「啊，要快點回日本。」